# Christian Dick
Christian Dick (Ås, Akershus, 2 de setembre de 1883 - Oslo, 14 d'agost de 1955) va ser un regatista noruec que va competir a començaments del segle xx.
El 1920 va prendre part en els Jocs Olímpics d'Anvers, on va guanyar la medalla de plata en els 7 metres del programa de vela, a bord del Fornebo.